# Abdul Kalam
Avul Pakir Jainulabdeen Abdul Kalam (Rameswaram, (Tamil Nadu) 15 oktober 1931 – Shillong (Meghalaya), 27 juli 2015) was president van India. Hij was president van 25 juli 2002 tot 25 juli 2007 en werd opgevolgd door Pratibha Patil. Hij was tevens een ruimtevaartdeskundige, ingenieur en auteur.
Dr. Kalam behaalde zijn doctorstitel in de luchtvaarttechniek aan het Technologisch Instituut van Madras in 1958. Na het behalen van zijn academische graad werd hij lid van de Organisatie voor Onderzoek en Ontwikkeling van de Defensie van India (DRDO). Vier later jaar werd hij lid van het Indiase Onderzoeksorganisatie voor de Ruimtevaart, waar zijn team met succes verscheidene satellieten lanceerde. In 1982 keerde hij terug bij de DRDO en werd daar voorzitter. Hij concentreerde zich vooral op geleide raketten. In 1992 werd hij wetenschappelijk adviseur aan het Ministerie van Defensie van India. Op 11 mei 1998 leidde Kalam succesvol de ondergrondse kernwapenproeven.
Kalam was een praktiserend vegetariër en hield zich aan het celibaat. Alhoewel Kalam een praktiserende moslim was, bestudeerde hij zowel de koran (de belangrijkste heilige religieuze tekst binnen zijn islamitische familie) en Bhagavad gita (een belangrijke heilige tekst van de meerderheidsgodsdienst in India, hindoeïsme).
Kalam heeft verscheidene toekenningen gekregen voor zijn wetenschappelijk werk, waaronder de hoogste burgerlijke toekenning van India, Bharat Ratna. Tevens heeft hij eredoctoraten ontvangen van bijna 30 universiteiten.
Dr. Kalam heeft vier boeken geschreven:
- Vleugels van Vuur
- India 2020 – Een visie op het Nieuwe Millennium
- Mijn Reis
- Ontladen Gedachten – Het loslaten van de Macht binnen India.

Hij overleed in 2015 op 83-jarige leeftijd.
- Bibliothèque nationale de France: cb13756488m (data)
- Catàleg d'autoritats de noms i títols de Catalunya: 981058526218806706
- CiNii: DA1377646X
- Gemeinsame Normdatei: 124468047
- International Standard Name Identifier: 0000 0000 8128 1158
- Library of Congress Control Number: n98925888
- Nationale Bibliotheek van Letland: 000249375
- Bibliotheek van het Japanse parlement: 01087382
- Nationale Bibliotheek van Tsjechië: jo20191046986
- Nationale bibliotheek van Australië: 41505655
- Nationale Bibliotheek van Israël: 987007373474905171
- Nederlandse Thesaurus van Auteursnamen: 326558217
- Istituto Centrale per il Catalogo Unico: TO0V664419
- Système universitaire de documentation: 061027200
- Trove: 1440106
- Virtual International Authority File: 49404258
- WorldCat: E39PBJkTdTRgtvvyqdmYVBtHYP

Rajendra Prasad · Sarvepalli Radhakrishnan · Zakir Hussain · Varahagiri Venkata Giri (interim) · Muhammad Hidayat Ullah (interim) · Varahagiri Venkata Giri · Fakhruddin Ali Ahmed · Basappa Danappa Jatti (interim) · Neelam Sanjiva Reddy · Zail Singh · Ramaswamy Venkataraman · Shankar Dayal Sharma · Kocheril Raman Narayanan · Abdul Kalam · Pratibha Patil · Pranab Mukherjee · Ram Nath Kovind · Draupadi Murmu